# Ahrensburgiense

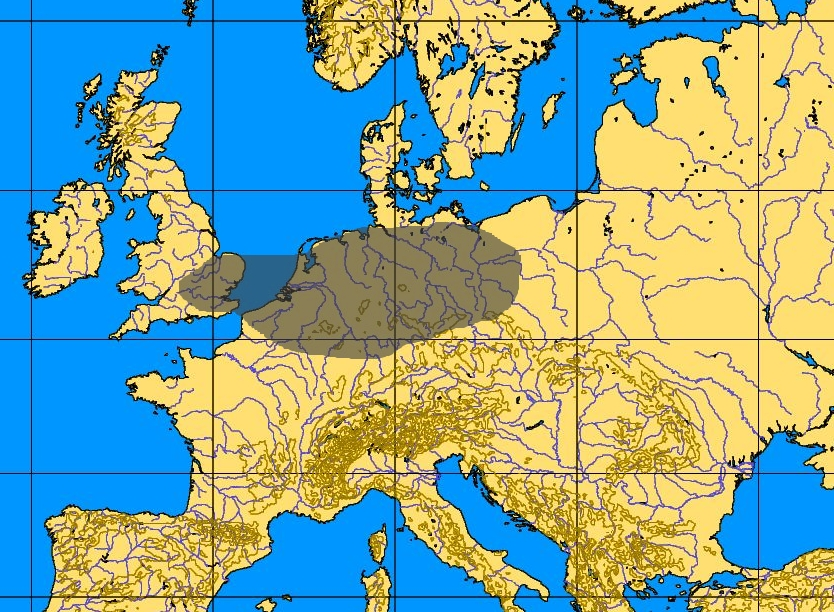
Distribución del Ahrensburgiense.

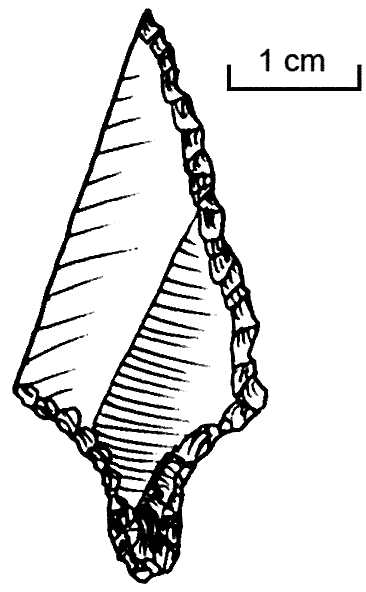
Punta ahrensburgiense.

La cultura Ahrensburguiense fue una cultura cazadora nómada del Paleolítico Superior tardío en Europa Central del Norte durante el Dryas Reciente, el último período frío al final de la glaciación Weichsel, que causó deforestación y formación de tundra con abedules árticos y serbales.
Su nombre viene dado por la villa epónima de Ahrensburg, situado a unos 25 km al noreste de Hamburgo, en el estado alemán de Schleswig-Holstein. Data de hace 11 000-10 000 años antes del presente. Aquí los arqueólogos han encontrado tres importantes poblados:
- Meiendorf
- Stellmoor
- Borneck

La industria lítica destaca por:
- Un gran número de raspadores cortos sobre lasca.
- Menor número de buriles.
- Pocos perforadores.

El utillaje sobre asta de Reno se compone de:
- hachas.
- arpones de una y dos hileras de dientes.

Asociado a estas industria, podría estar la caza de aves con cuyas plumas se rematarían las flechas, cuyas puntas son característica de esta cultura.
Los campamentos al aire libre se encuentran cerca de lagos o cursos de agua y son campamentos de verano mientras que los de cueva son invernales.
Las manifestaciones artísticas corresponden a Escotaduras y Líneas entrecruzadas formando complicados diseños.